# Alphonse de Toulouse-Lautrec alla guida della sua carrozza
Alphonse de Toulouse-Lautrec alla guida della sua carrozza (il titolo originale è Alphonse de Toulouse-Lautrec conduisant son mail-coach), è un dipinto a olio su tela (38,5x51 cm) realizzato nel 1880 dal pittore francese Henri de Toulouse-Lautrec. È conservato al Petit Palais di Parigi.
In quest'opera Lautrec è molto condizionato dalle scene equestri illustrate da Crafty o da quelle tipiche incisioni inglesi o americane raffiguranti dei calessi.
Il quadro è firmato in basso a destra: HTL, Souvenir de la Promenade des Anglais. Nice, ed è stato eseguito in uno dei molti soggiorni marittimi del pittore in Costa azzurra a causa della sua salute cagionevole.
Capolavoro adolescenziale, da più parti viene riconosciuto il conducente con l'irsuta barba il padre Alphonse, grande appassionato di cavalli.